# ای دل مباش یک دم خالی ز عشق و مستی
غزلی با مطلعِ «ای دل مباش یکدم خالی ز عشق و مستی» غزل شمارهٔ ۴۳۴ از دیوانِ حافظ در تصحیحِ محمد قزوینی و قاسم غنی است.

## در اجراها
غلامحسین بنان در برنامهٔ شمارهٔ ۶۳ از مجموعهٔ برگ سبز این غزل را در آوازِ بیات اصفهان اجرا کرده است.